# Barione lambda
In fisica delle particelle i barioni lambda sono barioni contenenti un quark up (u), un quark down (d) e un terzo quark che può essere un quark strange, charm o bottom.
La prima particella lambda fu scoperta nel 1947 durante uno studio delle interazioni dei raggi cosmici. Nonostante si prevedesse che la particella avesse una vita media dell'ordine di ~10−23 secondi, essa in realtà mostrò una vita media dell'ordine di 10−10 secondi. La proprietà per la quale la particella mostrava una vita media così lunga fu nominata stranezza (strangeness, in inglese) e portò alla scoperta del quark strange.
Inoltre queste scoperte portarono alla formulazione del principio di conservazione della stranezza, secondo il quale particelle leggere decadono più lentamente se hanno stranezza (dovuto al fatto che i canali di decadimento non deboli devono preservare la stranezza, che invece può essere violata da decadimenti deboli).

## Lista
I simboli incontrati in questa liste sono: I (isospin), J (operatore momento angolare totale), P (parità), Q (carica), S (stranezza), C (charmness), B′ (bottomness), T (topness), B (numero barionico), u (quark up), d (quark down), s (quark strange), c (quark charm), b (quark bottom), t (quark top), e altre particelle subatomiche.
Le antiparticelle non sono elencate in questa tabella; tuttavia, esse avrebbero semplicemente tutti i quark mutati in antiquark, e Q, B, S, C, B′, T, avrebbero segni opposti. I valori di I, J, e P in rosso non sono stati fermamente stabiliti sperimentalmente, ma sono comunque previsti dal modello a quark e sono coerenti con le misurazioni effettuate. Il barione lambda top (Λ+t)  non è elencato perché non ne è prevista l'osservazione dato che i quark top non sono abbastanza stabili per formare barioni.
| Nome della particella | Simbolo | Quark contenuti | Massa a riposo (MeV/c2) | I | JP    | Q (e) | S  | C  | B' | T | Vita media (s)            | In genere decade in                   |
| --------------------- | ------- | --------------- | ----------------------- | - | ----- | ----- | -- | -- | -- | - | ------------------------- | ------------------------------------- |
| Lambda                | Λ⁰      | uds             | 1115,683 ± 0,006        | 0 | 1/2+  | 0     | −1 | 0  | 0  | 0 | 2,631 ± 0,020 × 10−10     | p+ + π⁻ o n⁰ + π⁰                     |
| Lambda charmed        | Λ+c     | udc             | 2286,46 ± 0,14          | 0 | 1/2 + | +1    | 0  | +1 | 0  | 0 | 2,00 ± 0,06 × 10−13       | Vedi modi di decadimento del Λ+c (EN) |
| Lambda bottom         | Λ⁰b     | udb             | 5620,2 ± 1,6            | 0 | 1/2 + | 0     | 0  | 0  | −1 | 0 | 1,409+0,055−0,054 × 10−12 | Vedi modi di decadimento del Λ⁰b (EN) |